# Municipio de Wacker
El municipio de Wacker (en inglés: Wacker Township) es un municipio ubicado en el condado de McPherson en el estado estadounidense de Dakota del Sur. En el año 2010 tenía una población de 15 habitantes y una densidad poblacional de 0,16 personas por km².

## Geografía
El municipio de Wacker se encuentra ubicado en las coordenadas 45°52′30″N 99°2′14″O / 45.87500, -99.03722. Según la Oficina del Censo de los Estados Unidos, el municipio tiene una superficie total de 92.7 km², de la cual 89,84 km² corresponden a tierra firme y (3,08 %) 2,86 km² es agua.

## Demografía
Según el censo de 2010, había 15 personas residiendo en el municipio de Wacker. La densidad de población era de 0,16 hab./km². De los 15 habitantes, el municipio de Wacker estaba compuesto por el 60 % blancos, el 33,33 % eran de otras razas y el 6,67 % eran de una mezcla de razas. Del total de la población el 40 % eran hispanos o latinos de cualquier raza.